# STS-72
STS-72 est la dixième mission de la navette spatiale Endeavour.

## Équipage
- Commandant : Brian Duffy (3)  États-Unis
- Pilote : Brent W. Jett (1)  États-Unis
- Spécialiste de mission : Leroy Chiao (2)  États-Unis
- Spécialiste de mission : Winston E. Scott (1)  États-Unis
- Spécialiste de mission : Kōichi Wakata  (1)  Japon (JAXA)
- Spécialiste de mission : Daniel T. Barry (1)  États-Unis

Entre parenthèses le nombre de vols spatiaux par astronaute (y compris la mission STS-72)

## Paramètres de mission
- Masse :
  - Poids total : 112 182 kg
  - Poids à vide : 98 549 kg
  - Charge utile : 6 510 kg
- Périgée : 185 km
- Apogée : 470 km
- Inclinaison : 28,4°
- Période orbitale : 91,1 min

### Sorties extravéhiculaires
- Chiao  et   Barry  - EVA 1
- EVA 1 début: 15 janvier 1996 - 05h35 UTC
- EVA 1 fin: 15 janvier 1996 - 11h44 UTC
- Durée: 6 heures 09 minutes

- Chiao  et   Scott  - EVA 2
- EVA 2 début: 17 janvier 1996 - 05h40 UTC
- EVA 2 fin: 17 janvier 1996 - 12h34 UTC
- Durée: 6 heures 54 minutes

## Objectifs
La mission STS-72 avait pour objectif de ramener un satellite japonais SFU et plusieurs expériences sont aussi effectuées.